# Melachokkanathapuram
Melachokkanathapuram là một thị xã panchayat của quận Theni thuộc bang Tamil Nadu, Ấn Độ.

## Nhân khẩu
Theo điều tra dân số năm 2001 của Ấn Độ, Melachokkanathapuram có dân số 11.661 người. Phái nam chiếm 50% tổng số dân và phái nữ chiếm 50%. Melachokkanathapuram có tỷ lệ 58% biết đọc biết viết, thấp hơn tỷ lệ trung bình toàn quốc là 59,5%: tỷ lệ cho phái nam là 68%, và tỷ lệ cho phái nữ là 49%. Tại Melachokkanathapuram, 11% dân số nhỏ hơn 6 tuổi.